# Puškarići
Puškarići je naselje u Republici Hrvatskoj, u sastavu Grada Ogulina, Karlovačka županija.

Mjesto na izlazu iz grada, na Rudolfovoj cesti u smjeru zapada. Molinarijev most preko Dobre spaja Puškariće sa Svetim Petrom, dio kojeg su prije i bili. Ovaj kameni most izgrađen je 1874. kada i cesta.

Naselju pripada i Jelačko na drugoj obali.

## Stanovništvo
Prema popisu stanovništva iz 2001. godine, naselje je imalo 392 stanovnika te 122 obiteljskih kućanstava.
| broj stanovnika | 115   |       |       | 290   | 303   | 357   | 341   | 335   | 288   | 334   | 341   | 364   | 387   | 411   | 392   | 439   | 433   |
|                 | 1857. | 1869. | 1880. | 1890. | 1900. | 1910. | 1921. | 1931. | 1948. | 1953. | 1961. | 1971. | 1981. | 1991. | 2001. | 2011. | 2021. |